# Empoasca kishtwarensis
Empoasca kishtwarensis är en insektsart som beskrevs av Sharma 1984. Empoasca kishtwarensis ingår i släktet Empoasca och familjen dvärgstritar. Inga underarter finns listade i Catalogue of Life.